# Assur-nadin-ahhe II
 (juin 2023).
Si vous disposez d'ouvrages ou d'articles de référence ou si vous connaissez des sites web de qualité traitant du thème abordé ici, merci de compléter l'article en donnant les références utiles à sa vérifiabilité et en les liant à la section « Notes et références ».
Assur-nadin-ahhe II est un roi d'Assyrie dont le règne s'étend d'environ 1400 à 1391 av. J.-C.
On ne sait pratiquement rien de ce souverain. Deux rois assyriens portant ce nom ont régné au cours des XVe et XIVe siècle av. J.-C. L'un d'eux est mentionné dans l'une des lettres d'Amarna.
Son fils Eriba-Adad Ier lui succède.